# Säveån
Der Säveån ist ein Fluss in der schwedischen Provinz Västra Götalands län.
Er hat seinen Ursprung im See Säven, zwischen den Orten Borås und Vårgårda gelegen.
Von dort fließt er zuerst in westlicher Richtung, dann in nördlicher Richtung.
Bei Vårgårda wendet er sich nach Südwesten, passiert Alingsås und durchfließt den See Mjörn.
Er setzt anschließend seinen Lauf in südlicher, dann in westlicher Richtung fort.
Die Städte Lerum und Partille liegen an seinem Lauf.
Schließlich mündet er in Göteborg in den Göta älv.
Die Flusslänge einschließlich Quellflüssen liegt bei 130 km.
Das Einzugsgebiet umfasst 1475 km².